# Mieke Dobbels
Mieke Dobbels (Nieuwpoort, 22 februari 1978) is een Belgisch actrice. Ze is vooral actief in het theater en speelt af en toe een gastrol in een televisieserie.

## Biografie
Dobbels studeerde in 2001 af aan het Conservatorium van Gent. Daarna speelde speelde ze onder meer bij Theater Malpertuis, het Publiekstheater en Spelersgroep Ernst/Serieus.

## Filmografie

### Televisie
- Spoed – Leen Goris (2002)
- F.C. De Kampioenen – Verpleegster (2002)
- De kotmadam – Saskia Moerman (2004–2009)[1]
- En daarmee basta! – Jits (2006)
- Aspe – Veerle Debacker (2009)
- Witse – Wivina Cuppers (2010)
- Eigen kweek – Katrien (2013)
- Aspe – Anita (2014)
- Vermist V – Bankmedewerkster Yolanda (2014)
- Voor wat hoort wat - Sylvia (2015)
- Amigo's - Politieagente (2015)
- Kafka - verschillende rollen (2017)
- De Infiltrant - Chantal Bellemans (2018)
- 13 Geboden - Klaas' moeder (2018)
- Professor T. - Vicky (2018)
- Chantal - Dorien Vanhecke (2022-heden)
- Juliet - Claire Devos (2024)
- Assisen - Caroline (2025)

### Film
- De maagd van Gent - Shopkeeper (2014)
- Trouw met mij! – tante Kristien (2014)
- Cargo (2017)
- Rain anyway - Ethel (2022)

## Theater

### Als actrice
- De soldaat Facteur en Rachel met Compagnie Cecilia (2014–2015)
- Angelina met Compagnie Cecilia (2014–2015)
- The Broken Circle Breakdown featuring the Cover-Ups of Alabama met Compagnie Cecilia (2008–2010)
- Trouwfeesten en processen enzovoorts met Compagnie Cecilia en HETPALEIS (2005–2010)
- Mariages et tribunaux etcétera met Compagnie Cecilia, HETPALEIS, La Rose des Vents, Kampnagel en Universal Hall (2007–2009)
- Een ideale echtgenoot met Spelersgroep Ernst/Serieus (2006–2007)
- Het gezin Van Paemel met Publiektheater (2002–2003)
- Eva, Hitlers lief met theaterMalpertuis (2001–2002)

### Als regisseur
- Yvonne met Larf! en Spelersgroep Ernst/Serieus (2008–2009)
- 1001 schapen - geen sprookje met Larf! (2006–2008)

## Auteur
- Brave kinders bij Lannoo
- Wacht! bij Lannoo